# Come una bestia feroce
Come una bestia feroce (No Beast So Fierce) è il primo romanzo scritto da Edward Bunker, pubblicato nel 1973, libro cult del genere noir.
La prima edizione italiana risale al 1978, curata da Arnoldo Mondadori Editore con il titolo Vigilato speciale. Il libro è stato pubblicato nella collana Il Giallo Mondadori con il numero 2550, il 14 dicembre 1997.
La forza di Come una bestia feroce non risiede solo nel tema trattato, e nemmeno nella vicinanza tra l'autore e la materia (Bunker ha infatti scritto l'opera mentre si trovava in carcere), ma soprattutto nello sguardo spietato con il quale Bunker disseziona un universo cupo, aspro, popolato di personaggi che non hanno alcuna speranza, o desiderio, di redenzione.

## Trama
Max Dembo è un trentenne di Los Angeles che ritorna in libertà condizionata dopo aver passato otto anni in carcere. Cresciuto come un criminale, ha trascorso buona parte della sua vita in galera, e ora ha deciso di non tornarci più. Ma in questa società non c'è posto per uno come lui. Per sopravvivere non gli resta che la fuga nella paradossale sicurezza del delitto, in un mondo governato da un codice rigoroso e durissimo, l'unico che Max conosce.

## Trasposizione cinematografica
Su sceneggiatura dello stesso Bunker, Come una bestia feroce è divenuto nel 1978 il film Vigilato speciale (Straight Time) di Ulu Grosbard, con Dustin Hoffman.

## Edizioni
- Edward Bunker, Come una bestia feroce, collana Il Giallo Mondadori, traduzione di S. Bortolussi, Mondadori, 1997, ISBN 88-06-17267-0.